# Pradinas
Pradinas (okzitanisch Pradinàs) ist eine französische Gemeinde im Département Aveyron mit 359 Einwohnern (Stand 1. Januar 2022) in der Region Okzitanien (vor 2016 Midi-Pyrénées). Sie zugehört zum Arrondissement Villefranche-de-Rouergue (bis 2017 Arrondissement Rodez) und zum Kanton Ceor-Ségala. Die Einwohner werden Pradinassois und Pradinassoises genannt.

## Geografie
Pradinas liegt etwa 31 Kilometer südwestlich von Rodez im Zentralmassiv. An der östlichen Gemeindegrenze verläuft der Fluss Lieux de Villelongue, im Westen der Liort. Umgeben wird Pradinas von den Nachbargemeinden Castanet im Norden und Nordosten, Sauveterre-de-Rouergue im Osten, Cabanès im Süden, Tayrac im Süden und Südwesten, La Salvetat-Peyralès im Südwesten und Westen sowie Rieupeyroux im Westen und Nordwesten.

## Bevölkerungsentwicklung
| Jahr                       | 1962 | 1968 | 1975 | 1982 | 1990 | 1999 | 2006 | 2019 |
| -------------------------- | ---- | ---- | ---- | ---- | ---- | ---- | ---- | ---- |
| Einwohner                  | 633  | 584  | 583  | 508  | 420  | 389  | 372  | 354  |
| Quellen: Cassini und INSEE |      |      |      |      |      |      |      |      |

## Sehenswürdigkeiten
- Kirche Saint-Amans

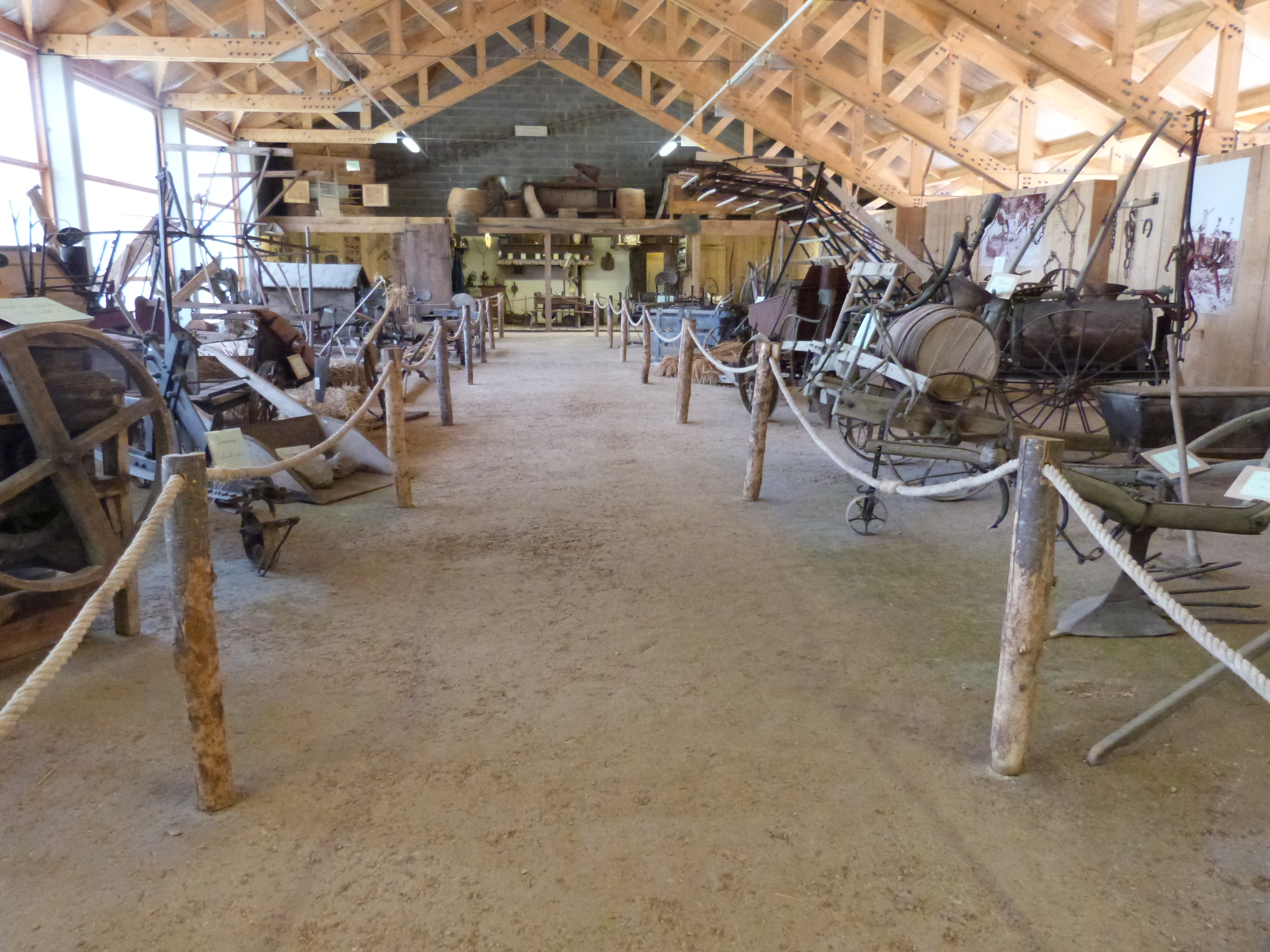
Alte Maschinen im Landwirtschaftsmuseum

- Schloss La Planque aus dem 14. Jahrhundert
- Landwirtschaftsmuseum
- Wildpark